# 保安部隊
保安部隊是中华民国在大陆期间的地方政府领导的武装部队。

## 历史
1914年5月20日北洋政府颁布《地方保卫团条例》，紧接着又颁布了《关于整顿团防案》命令。县设团部和团总，经费由各地筹款保障，县知事任总监督，地方豪绅富商任协办，辅助军警维持地方治安。未成年人、家无成丁者、老弱病残除外，每户出一人编入保卫团。保卫团按照团户数编列：十户为一牌，置牌长一人；十牌为一甲，置甲长一人；五甲为一保，置保董一人。每团设团总一人，由县知事兼任的总监督遴选委任。团丁由保董督率教练，全团教练由团总确定时间，各团合练由总监督确定时间，农忙时节停止教练。各省份制定实施细则，设置省一级的地方保卫团督办机构。贵州叫保卫团总局、吉林叫全省保卫团督办处。江苏的“农民自卫军”“公安团”、湖南的“挨户团”、江西的“靖卫团”“村防队”、安徽的“团防”“乡团”“民团”等。山西“因特别情形”呈文大总统，“请变通缓办保卫团”，1914年11月16日获准。1916年，山西省颁布《保卫团施行细则》。1922年2月山西省《改订地方保卫团施行细则》：以村团为中心，每一编村为一村团，村长为团长；村团以下，每闾为一牌，以闾长为牌长，数闾为一甲，以村副为甲长；村团之上，每一行政区为一区团，以区长为区团长，每一县为一总团，以县知事为总团长。必要时总团、村团、甲牌均可添设副长辅助办事，统一由督军发给徽章。每村18以上35岁以下男子均应入团，但吸食洋烟金丹者、游手好闲不务正业者、疲癃残疾者以及出村营业者、在村办事者、住学校者均不得参加。
一些商业发达的地方或某些行业组建了专门保卫工商业的商团。1917年3月，中华商会联合会经过内务部、陆军部、农商部批准，制定公布了《商团组织大纲》，按照军事编织简化之后组建，一般设团长、团副、教练长、总稽查各一人，并设教练员、稽查员若干。例如，孙中山组织广州国民政府准备“反帝”北伐北洋军阀后，受英国政府支持的广州商团发生了事变。
1929年7月南京国民政府颁布《县保卫团法》，各省政府设“省保卫委员会”，省政府主席及各厅、处长为当然委员，国民党省党部委员1人及地方士绅若干人为聘任委员组成。设常务委员5人，由省政府主席、民政厅长、保安处长和从委员中推选2人组成，以省政府主席为首席常委。下设总务、训练、设计3个组及视察若干人。省保卫委员会负责拟制县保卫团的组织、训练等各种方案，并监督指导各县保卫团事务之进行。各县设县保卫委员会，负责各县保卫事务的设计和监督。各县保卫团“协助军警清乡与剿匪”。县成立总团，县长兼任总团长；区成立区团，区长兼任区团长；乡(镇)为甲，乡(镇)长兼任甲长；闾为牌，闾长兼任牌长。团丁为无报酬义务职，除独子、残疾和在校的学生外，凡20岁以上40岁以下之男子，均有参加保卫团接受训练之义务。
1932年国民政府军事委员会在庐山召开清剿会议，制定了《豫鄂皖湘赣闽粤各县保安总队及保安大队组织纲要》，将各地民团统一改为保安队，由县指挥、调度，规定各县保安总队或保安大队分甲、乙两种，甲种保安总队辖9个中队以上；乙种保安总队辖6个中队以上至不足9个中队；甲种保安大队辖4个中队以上至不足6个中队，乙种保安大队辖2个中队以上至不足4个中队。1932年，国民政府军事委员会颁布《各省民团整纪条例》，每个省设立若干区域，每个区域设一个保安团。各保安团归省政府设立的保安处统一管理。国民政府又颁布的《保安处组织条例》、《修正保安处暂行组织条例》。保安处掌握全省保安和军事行政，受军事委员会的命令，属于省政府；其有关内政部、军政部、训练总监部和参谋本部等中央各部的事务，则受该部的命令。为此，原保卫团改编为保安团，乡（镇）长、区县长分任各级长官，20-24岁男子必须参加受训。各省设保安处，处长为陆军少将衔。截至1934年6月，河南、湖北、湖南、江西、安徽、江蘇、浙江、福建八省保安队员已有17000人。1934年7月22日国民政府军事委员会委员长南昌行营颁布《各省保安制度改进大纲》：“省设全省保安司令，由军事委员会委员长呈请国民政府任命各省政府主席兼充。在省政府中特设保安处，秉承全省保安司令之命，掌理全省保安事宜”“省以下分区设立之保安机关，定名为某某省第几区保安司令部，其设有行政督察专员之省份，全省已分设行政督察区者，应以专员所辖区域为保安区域。”
1935年由于签订了《何梅协定》，南京国民政府的党政军宪特等机构、单位被迫撤出华北，河北省保安团开始转变，至1937年7月有25个县保卫团改编为保安（团）队。河北省保安处处长高树勋，辖2个团驻保定；冀北保安队司令石友三，辖2个旅3000余人驻北平清河。七七事变后，河北省保安队改编为第六十九军。
1936年国民政府颁布《兵役法》，规定18岁至45岁的男子均依法服兵役，除应征服现役者外，均编为壮丁预备队或守望所(后改称自卫队)服国民兵役。
1936年5月，国民政府召开地方高级行政人员会议，通过《裁团改警案》,计划在三年内逐步把各级保安团裁撤改编为警察。但仅江苏、浙江两省将保安团队改编警察。七七事变后，蒋介石颁布《应令各省保安队切实整顿，以备补充前方之用》的手令。军政部颁布了《保安队关系地方治安及兵员补充至大，亟应切实整顿训练，以应国家之急》的公文，保安团编入警察的动作正式停止。
1936年8月，中央通令各省保安处设立防空科。
1939年1月，依照中央颁布《战时国民军事组训整备纲领》，各县民团、保安队等杂色地方武装改为县国民兵自卫总队。由县长兼任总队长，军训教官兼任副总队长，并设一总队附。旋为节省经费，统一事权，乃将自卫总队合并于县府，所有事务由军事科兼办。嗣后又将各县分为甲、乙、丙3等，按其财力等级，规定常备队数目为有给制，预备、后备等队仍为无给制。1940年春，各县自卫总队改为国民兵团，县长改兼团长，副总队长改为副团长，总队附改为团附。将原常备队改为自卫队。
1943年，中央通令各省将保安处、防空司令部撤销，合并为全省保安司令部。，设参谋、副官、军需、军法等4处及防空科。1944年春，中央颁布省保安司令部新编制，设办公室、保安处、防空处、总务科、军法科、经理科、会计室。
1945年8月，遵照中央规定，省保安团改编保安总队及独立大队。1945年10月裁撤县国民兵团，改设县自卫大队，县长兼大队长，副团长改为副大队长，团附改为大队附，专负地方治安之责。
1946年4月行政院颁布《各省保安团队整理实施办法》规定各省现有保安闭队裁减三分之一，名称改为保安总队。总队下辖3个大队、1个通信分队、1个医务所；大队辖4个中队；中队辖3个分队。全总队有官佐98人、兵士1690人，合计1788人。
1947年11月，国防部下发《保安团编制系统表》规定：保安团下辖3个营、1个搜索连、1个迫击炮连及新闻室、通信排、输送连、卫生队；营辖3个步兵连(140人)、1个重机枪连(89人)。全团共计有官兵2450人。
1947年12月，行政院颁布《省保安司令部组织规程》：“省保安司令部隶属行政院受国防部指挥监督，其中有关警保事项兼受内政部监督指挥。省保安司令部编制分甲乙丙三等，由国防部会同内政部参酌各省情形分拟等次呈行政院核定，省保安司令部置司令一人，中（上）将阶级；副司令一人中（少将）阶级。司令由省主席兼任，副司令及参谋长由国院部派充。保安司令部下设：
- 秘书室：掌理机要文件事项。
- 参谋处：掌理情报作战事项。
- 警保处：掌理编组训练警政、交通、通讯及械弹之补给事项。
- 新闻处：掌理宣传及政工事项。
- 总务处：掌理处务警卫交际、运输、医务等。
- 经理处：掌理经费出纳及被服装具之补给事项。
- 会计室：掌理经费稽核及审编预决算事项。
- 军法室：掌理军法审判事项。人事室：掌理人事任免放核事项。

以上各科室编制内人员除警保处正副处长由内政部提请任命警政人员依照警官任用条例办理外，军事人员依照陆军人事法规办理。” 
省保安警察队隶属于省警保处，负责清剿匪类、镇压地方变动、治安必要地区之警备、仓库厂场之驻卫等任务。省保安警察队辖各保安警察总队（团级）、直属保安警察大队。保安警察总队辖三个大队，一个迫击炮中队，一个通讯分队；每大队辖四个中队，其中一个得为机枪中队；每中队辖三个分队，每分队分三班，每班以警长二人分任正副班长，及警士十四人编成之。省保安警察队各种队番号，以数字顺序定之，冠以省名。省保安警察队受省警保处命令，分驻各地，并得受当地行政长官之指挥。
1948年初行政院颁布“保安团新编制”，各保安总队改编为保安团，独立大队保安改编为独立保安营，并于团之上组建保安旅，以加强领导和指挥。